# Democracia Social (México)
Democracia Social fue un partido político mexicano de ideología socialdemócrata que tuvo registro legal de 1999 a 2000, participó en las elecciones de 2000 postulando a la presidencia a Gilberto Rincón Gallardo.
Democracia Social se definía a sí mismo como un partido de izquierda moderna, a similitud con los partidos socialdemócratas europeos y buscando diferenciarse de los partidos político mexicanos tradicionales. Inició su organización en 1996 quedando formalmente constituido y obteniendo su registro en junio de 1999.
Después de no alcanzar el 2% de la votación en el proceso electoral del año 2000 para continuar con su registro, el partido desapareció.
Varios de sus miembros se integraron posteriormente al Partido México Posible, el cual participó en las elecciones legislativas de 2003 aunque nuevamente sin éxito en conservar su registro.